# Manuel Concha
Manuel Alberto Concha Novoa, född 24 oktober 1980 i Malmö, är en svensk filmregissör, filmfotograf och manusförfattare av chilenskt ursprung.
Han är gift med skådespelaren Claudia Galli Concha.

## Biografi
Concha föddes i Malmö som son till exilchilenare och växte upp i stadsdelen Lindängen. Concha studerade film under två år i Los Angeles och har en master i filmregi från Stockholms konstnärliga högskola. År 2005 inledde Concha studier vid Filmhögskolan i Göteborg, men hoppade av för att debutera som långfilmsregissör med filmen Mañana.  
Manuel Concha har gjort ett 30-tal kortfilmer, av vilka Beslutet och Stunder bland annat visades på Göteborgs filmfestival 2003. Stunder vann bästa manus och bästa film på Pixel filmfestival. SVT köpte och sände filmen 2006. Kortfilmen Beslutet har vunnit runt 13 kortfilms-festivaler som Novemberfilmfestivalen och nominerades till 1 km film på Stockholms Internationella Filmfestival.
Ungdomsserien Vilmas Blogg regisserade Concha för SVT och kort därefter regisserade han även humorserien Starke man, som nominerades till både Kristallen 2011 och 2012 för "Bästa humorserie". Concha regisserade TV-serien Elsas värld (Tre Vänner) som är baserad på Sofi Fahrmans bok Elsas mode.
År 2014 vann Manuel Concha "Publikens pris" på Göteborgs filmfestival för novellfilmen Batter; filmen visades även vid Cannes Filmfestival. Batter utvecklades till långfilm och gick upp på bio 2017, då under namnet Den enda vägen, som han både regisserat och skrivit (tillsammans med Claudia Galli Concha). 
Fyra år senare släpptes Suedi på streamingstjänsten Viaplay som är skriven av Concha själv. Filmen blev en av de mest framgångsrika svenska filmerna under 2021. Suedi vann både ”Bästa komedi” och ”2021 års bästa svenska film” i MovieZine Awards 2021. Filmen gav även Concha hans första Guldbaggenominering då han nominerades i kategorin bästa manus. För Viaplay har Concha också regisserat Alex (tv-serie) och Heder (tv-serie) som båda är på topplistan över mest sedda originalserierna i Sverige. Rättigheterna har sålts till flera länder.
I februari 2022 kom kriminaldramat Bäckström säsong 2 som han regisserat.

## Filmografi
- 2003 – Beslutet
- 2006 – Stunder
- 2009 – Mañana
- 2010–2011 – Starke man (TV-serie)
- 2011 – Elsas värld (TV-serie)
- 2011 – Varning för barn (TV-serie)
- 2014 – Batter
- 2017 – Den enda vägen
- 2017 – Alex (TV-serie)
- 2018 – Lingonligan (TV-serie)
- 2019 – Heder (TV-serie)
- 2021 – Suedi
- 2025 – Bert sabbar allt